# جنرال الکتریک تی‌اف۳۹
جنرال الکتریک تی‌اف۳۹ (به انگلیسی: General Electric TF39) یک موتور هواگرد ساختِ کارخانهٔ جی‌ئی اوییشن در کشور ایالات متحده آمریکا است.